# Bernard Cousino
Bernard August Cousino (* 1. August 1902 in Toledo (Ohio); † 29. Dezember 1994 in Lee (Florida)) war ein US-amerikanischer Tontechniker und Erfinder im Bereich der Tontechnik.

## Leben
In den 1950er Jahren betrieb Cousino seine Elektronikfirma Cousinos Electronic Workshop in Toledo. In diesem Büro mietete sich 1952 George Eash einen Schreibtisch, um von dort für eine Werbeagentur zu arbeiten.
Cousino saß im Vorstand der Magnetic Recording Industry Association (MRIA). Er war Erfinder der Endloskassette, welche für einige Zeit den nordamerikanischen Markt für Tonband dominierte.
Bekannt machte ihn im Jahre 1952 seine technische Erfindung Audio Vendor, die auf einer endlosen Tonbandschleife basierte.
Eine weitere patentierte Erfindung war das rückseitig graphitbeschichtete Tonband, was es ermöglichte, ohne zu knittern innen aus dem Endloswickel gezogen zu werden.
Cousino war verheiratet und hinterließ einen Sohn.